# Rei Pescador
O Rei Pescador é uma das figuras do Ciclo Arturiano, o último rei de uma linhagem que mantinha o Santo Graal. As versões de sua história variam, mas um ponto comum é que ele está ferido nas pernas e na virilha, sendo incapaz de locomover-se por conta própria. 
Enquanto ferido, o seu reino sofre assim como ele e sua impotência afeta a fertilidade da terra, tornando-a estéril. Nada resta ao rei senão pescar no rio próximo ao seu castelo Corbenic. Cavaleiros viajam de diversas terras para curá-lo, mas somente o escolhido pode completar a tarefa. Nas histórias mais antigas, este é Perceval (ou Galahad) e em versões posteriores Perceval está reunido com Galahad e Boors. 
Diversos trabalhos possuem dois Reis Feridos vivendo no mesmo castelo, um pai (ou avô) e o filho. Mais ferido, o pai permanece no castelo sustentado pelo Graal, enquanto o filho encontra-se com os convidados e realiza a pesca.

## Origem do nome
O título possui diversas possíveis origens, não necessariamente mutuamente exclusivas. De acordo com o simbolismo cristão, o peixe é um símbolo de Jesus. Os primeiros apóstolos eram pescadores até Cristo os transformar em "pescadores de homens". Já de acordo com a mitologia céltica, há o mito irlandês do Salmão do conhecimento. Outra interpretação diz respeito a um trocadilho da língua francesa. Nela, "pescador" e "pecador" são quase idênticas (pêcheur e pécheur respectivamente).

## Perceval de Chrétien de Troyes
O Rei Pescador aparece originalmente no romance inacabado de Chrétien de Troyes, Perceval ou le Conte du Graal ("Perceval, a História do Graal"). Nem sua ferida nem a ferida de seu pai são explicadas, mas Perceval descobre posteriormente que os reis seriam curados se ele perguntasse sobre o Graal. Ele descobre que ele é da linhagem dos Reis do Graal através de sua mãe, que é filha do rei ferido pai. Entretanto, o poema é terminado antes que Perceval retornasse ao Castelo do Graal.
Chrétien não chegou a usar o adjetivo "sagrado" para o Graal, assumindo que sua audiência já estaria familiarizada como o termo.

## Mitologia céltica
O Rei Pescador aparece originalmente em Perceval, mas as raízes do personagem estão na Mitologia Céltica. Ele está associado com a figura de um gigante em Mabinogion. No romance galês Peredur, filho de Efrawg, baseado na história de Chrétien mas com variações, o Graal é removido completamente. 

## Trabalhos posteriores na Idade Média
O próximo trabalho sobre o tema foi em Joseph d'Arimathie de Robert de Boron, o primeiro a associar o Graal a Jesus Cristo. Nesta obra, o "Pescador Rico" chama-se Bron e ele é dito ser cunhado de José de Arimateia, que havia usado o Graal para armazenar o Sangue de Cristo antes de o deitar na tumba. José então encontra uma comunidade religiosa que viaja para a Bretanha, confiando o Graal a Bron.
Wolfram von Eschenbach baseia-se na história de Chrétien e a expande em seu épico Parzival. Ele reinterpreta a natureza do Graal e a comunidade que o cerca, nomeando os personagens, algo que Chrétien não havia feito. O rei pai é "Titurel" e o rei filho é "Anfortas".

## Versões modernas da lenda
Wagner usou o Rei Pescador em sua ópera Parsifal baseando-se no trabalho de Wolfram.
T. S. Eliot utiliza a lenda do Rei Pescador no célebre poema A Terra Desolada.